# Гебель Густав Іванович
Густав Іванович Гебель (1785—1856) — генерал-майор Російської імператорської армії, комендант Дрездена, другий комендант Києва. Ім'я Г. І. Гебеля нерозривно пов'язане з повстанням декабристів і повстанням Чернігівського полку.

## Життєпис
Густав Гебель народився бл. 1785 року; походив із «лікарських дітей» .
По закінченні 4 липня 1800 року кадетського корпусу був направлений прапорщиком в 5-й єгерський полк. Менш ніж через два місяці був проведений в підпоручики, а 11 жовтня 1804 отримав чин поручика .
Брав участь у війнах третьої і четвертої антинаполеонівських коаліцій і був нагороджений орденом Святої Анни 3 ступеня .
27 квітня 1807 року Гебель був підвищений до звання штабс-капітана, 29 березня 1809 року в капітани, а 6 липня 1812 року одержав чин майора .
Після вторгнення Наполеона в Росію брав участь практично у всіх ключових битвах Французько-російської війни 1812 року. За хоробрість був нагороджений орденом Святого Володимира 4 ступеня з бантом і Золотою шпагою .
Після вигнання французької армії з меж імперії брав участь в війні шостої коаліції і був нагороджений орденом Святої Анни 2 ступеня. У 1813 році Густав Іванович Гебель був призначений командуванням на посаду плац-майора Лейпцига .
У 1815 році Гебель був затверджений комендантом міста Дрездена .
26 листопада 1819 року Гебель був нагороджений орденом Святого Георгія IV класу.
У чині підполковника він був командиром Чернігівського 29-го піхотного полку та 25 грудня 1825 року одержав наказ заарештувати батальйонного командира того ж полку підполковника Сергія Івановича Муравйова-Апостола і його брата Матвія. Муравйових в Василькові не виявилося, і Гебель довелося проїхати в Житомир і інші містечка, поки в ніч на 29 грудня він не наздогнав їх в селі Триліси, місці стоянки однієї з рот полку .
При виконанні наказу однодумці Муравйових-Апостолів (серед яких були офіцери полку Кузьмін, Соловйов, Сухинов і Щепілло) напали на Гебеля і завдали йому 14 ран багнетом в різні частини тіла і зламали праву руку. Наслідком невдалого арешту був відомий бунт в Чернігівському полку . Солдати полку в розправі над полковником участі не брали, а залишалися тільки глядачами. Полковнику Гебелю за допомогою рядового 5-ї роти Максима Іванова вдалося врятуватися від бунтівників .
Поранений Гебель був доставлений до Києва, де довго лікувався. За бажанням російського імператора Миколи І, ще у ліжку, підполковник Гебель продиктував опис всього, що відбулося з ним .
9 січня 1826 року Гебель був підвищений за відмінність по службі в полковники, а потім нагороджений орденом Святого Володимира 3-го ступеня. У 1828 році він був призначений другим комендантом Києва .
Підвищений у звання генерал-майора, він вийшов у відставку в 1835 році, жив деякий час в Києві, а потім переселився в свій маєток у Могильовській губернії, де і прожив решту життя .
Густав Іванович Гебель помер 1 серпня 1856 року .
Один з учасників повстання Чернігівського полку, M. І. Муравйов-Апостол, в своїх спогадах відноситься негативно до особистості Гебеля і стверджує, що «будь на місці Гебеля полковим командиром людина, яка б заслуговувала поваги своїх підлеглих і більш розумна, не було б обурення» . Несприятливий відгук про Гебеля дає і декабрист І. І. Горбачевський . За словами ж сина Гебеля Олександра, він був людиною строгою, обов'язковою і при всій своїй доброті запальною до крайності. Йому доручено було підтягнути розпущений полк, за що його і не злюбили .

## Образ в кіно
У російському фільмі «Союз порятунку» (2019) роль Гебеля виконав Владислав Вєтров.